# ليديا والستروم
ليديا كاتارينا والستروم (بالإنجليزية: Lydia Katarina Wahlström)‏ ولدت في عام 28 يونيو 1869 - وتوفيت في عام 2 يونيو 1954. كانت ليديا، مؤرخة ومؤلفة وناشطة سويدية. كانت واحدة من مؤسسي الجمعية الوطنية للمطالبة بحق المرأة في التصويت ورئيسة لها في 1907-1911. وفي وقت ما، أرادت والستروم أن تكون راعية أبرشية مثل والدها، لكن كان هذا مستحيلًا، على الرغم من أنها حاولت تغيير هذا الأمر.
وكانت، ليديا، صديقة وزميلة الطبيبة السويدية آلما سوندكويست العضوة في جمعية طالبات أوبسالا. وكانت مناضلة معروفة في سبيل حقوق المرأة. تم قبولها في جامعة أوبسالا عام 1888. وبعد ثلاث سنوات حصلت على درجة البكالوريوس في التاريخ واللغات الاسكندنافية، وفي عام 1898 حصلت على درجة الدكتوراه في التاريخ - وهي ثاني امرأة سويدية تفعل ذلك.